# Мирзоев, Эльвин Хаджи оглы
Эльвин Хаджи оглы Мирзоев (азерб. Elvin Hacı oğlu Mirzəyev; 18 сентября 1974, Баку) — азербайджанский режиссёр и актёр театра и кино.
Внучатый племянник режиссёра Мехти Мамедова.

## Биография
В 1994 году окончил Азербайджанский государственный музыкальный техникум по классу фортепиано (педагог — Г.Габибов). В 1996 году поступил в Азербайджанский государственный университет культуры и искусств на факультет «Режиссура драмы».
С 1997 года — артист Бакинского камерного театра. С 2004 года — режиссёр телеканалов «Space» и «ANS TV». Снял несколько документальных фильмов, участвовал в проекте путешествия по стране «Бура Азербайджандыр» (Это Азербайджан). Вёл собственный детский телевизионный юмористический проект. Автор экспериментальных постановок. В 2013 году создает свою компанию "TREM TV PRODUCTION"  на базе которого реализовывает ряд удачных проектов. Многосерийный фильм "Али и Нино" стал первым проектом этой студии, творческий состав которого состоял из разных стран. Ряд проектов получили высокие награды, в частности, социальный ролик "Чужая жизнь" (статуэтку "Гызыл Пери" Азербайджанской Киноакадемии - 2018 года). С 2017 года стал также преподавать. В 2019 года в качестве режиссера и ведущего присоединился к проекту "Артефакты Кавказа" на телеканале СВС Азербайджан. В данный момент является сотрудником "Студии документальных и художественных фильмов" Азербайджанского Государственного Телевидения.

### Семья
Жена (с 2002) — Нигяр Гасанзаде, актриса. 
Дети:
- дочь — Айша,
- сын — Алихан-Алигейдар (назван в честь героя романа «Али и Нино»).

## Творчество
Участвовал в международных театральных фестивалях (Германия, Чехия, Россия, Украина, Турция, Иран).
Ставит спектакли в Азербайджанском государственном театре музыкальной комедии, в Бакинском муниципальном театре, в Азербайджанском государственном кукольном театре.

### Спектакль «Али и Нино»
В 2006 году стал одним из организаторов молодёжного творческого проекта «Творческий Центр Молодёжи» и выступил в проекте спектакля «Али и Нино» (Курбан Саид) как режиссёр и исполнитель главной роли. Этот спектакль оказался толчком для широкого признания Эльвина Мирзоева как режиссёра и в 2007 году его определили на годовую президентскую стипендию. За два месяца спектакль при полном аншлаге был сыгран двенадцать раз. Несмотря на большой зрительский поток, высокую профессиональную оценку критиков, по необъяснимым причинам спектакль закрывают. Али и Нино выбывает из театральной жизни Баку. И лишь в 2011 году на базе Бакинского Муниципального Театра, по приглашению директора и художественного руководителя, Народной Артистки Азербайджана Амалии Панаховой, Эльвин Мирзоев восстанавливает спектакль с новым составом, за исключением Али (Эльвин Мирзоев), Нино (Нигяр Гасанзаде) и Сеида Мустафы (Тогрул Рза). Спектакль повторяет свой прежний успех и опять же набирает полный зал. В марте 2012 года «Али и Нино» получает приглашение на престижный в России театральный фестиваль «Золотая Маска», где завоевывает новый успех. Спектакль получает высокую оценку московских критиков. В мае 2012 года спектакль «Али и Нино» получает приглашение на XIV международный театральный фестиваль «Мельпомена Таврии», проводимый ежегодно в Херсоне. Спектакль имеет оглушительный успех. Актриса Нигяр Гасанзаде за исполнение роли Нино Кипиани удостаивается награды «За лучшую женскую роль». Ныне спектакль имеет ряд приглашений на международные театральные фестивали.
Из интервью Эльвина Мирзоева на XIV международном театральном фестивале «Мельпомена Таврии»:
- Пора стирать границы между людьми:

Я вообще считаю, что уже пора завершать эти вопросы о национальности и религии. Мы все — земляне, мы все люди. Я мусульманин, вы христианка, кто-то иудей или какой-то другой веры — разве это может нас разделять, быть для нас границей?

Из интервью Эльвина Мирзоева о своем становлении корреспонденту Нелли Атешгях:

Это так зыбко, так тонко, как по лезвию ножа проходишь… Это должно захватывать не только тебя, но и зрителя настолько, чтобы он не ушел из театра, чтобы он захотел прийти ещё! Театр — один день жизни, ушедший зритель может и не вернуться.

### Аршин мал Алан
В 2008 году от директора Азербайджанского государственного театра музыкальной комедии А. Лалаева получает приглашение на постановку новой версии классической национальной оперетты «Аршин мал Алан» и через год спектакль получает награду как лучший спектакль года. Со спектаклями выступал в России, Иране, Германии, Чехии. У себя в стране получал награды как лучший молодой режиссёр (2003), Президентский стипендиат (2007), награда за лучший спектакль года «Best of the Best» (2009).
Из интервью Эльвина Мирзоева о своём становлении корреспонденту Нелли Атешгях:

 - Музыкой я занимался с пяти лет. Моим первым педагогом была пианистка Интизар Абдуллаева. Потом был класс Габиба Байрамовича Габибова, или Гарика Габибова, в музыкальном училище им. Асафа Зейналлы. Затем, с 1994 года, класс профессора Нигяр Юсубовой в Бакинской музыкальной академии. Так, бережно передавая меня из рук в руки, педагоги развили мой музыкальный вкус, я узнал творчество Шопена, Чайковского, Баха, которых очень люблю. Они помогли познать мне Дебюсси, Равеля, почти всю мировую классику. Я слушал Рихтера, Горовица, Ашкенази, Кисина и не представлял себя без музыки, готовясь стать известным пианистом. Но сложные 1990-е годы помешали осуществиться моим планам. Как многие студенты, я был вынужден зарабатывать игрой в ресторанах. Меня это сильно оскорбляло. И после серьёзного конфликта с одним из клиентов я ушёл, дав себе слово никогда больше этим не заниматься.

### Театральные постановки
1. Уильям Гибсон «Двое на качелях»
2. Теннесси Уильямс «Трамвай «Желание»»
3. А. П. Чехов «Человек в футляре»
4. Курбан Саид «Али и Нино» (Əli və Nino)
5. Узеир Гаджибеков «Аршин мал алан»
6. Э. Т. А. Гофман «Щелкунчик и король мышей» (Щелкунчик и мышиный король)
7. Клайв Стейплз Льюис «Лев, колдунья и платяной шкаф»
8. Эльвин Мирзоев «Выход» (спектакль-участник нескольких международных фестивалей)
9. Рустам Ибрагимбеков «Забытый август»
10. Карло Гоцци «Принцесса Турандот» (В Кукольном Театре)
11. Э. Т. А. Гофман «Апельсиновая принцесса»
12. Константин Сергиенко "Прощай овраг"
13. Жорж Санд "Кероглы"
14. Халед Хоссейни "Тысяча сияющих солнц"
15. Эльвин Мирзоев "Против течения" Авангардный синтез (в основе спектакля фрагменты из 5 классических произведений: "7 красавиц" Низами Гянджеви, "Ромео и Джульетта" Уильяма Шекспира, "Сиддхартха" Германа Гессе, "Мастер и Маргарита" Михаила Булгакова и греческий миф "Орфей и Эвридика")
16. Винченцо Беллини "Норма" Опера-сериа
17. Эзоп "Волки и овцы"
18. Эльвин Мирзоев "Письма девяти женщин" (военная драма)
19. М. Ф. Ахундов "Однажды в Карабахе" (Этно-мюзикл по мотивам комедии "Мусье Жордан и Дервиш Масталишах") Автор сценария: Эльвин Мирзоев; Композитор: Азер Гаджиаскерли; Автор стихов: Эмингуэй Акиф

### Фильмография
1. Hankı Səmtə — Режиссёр — 2003
2. Это Азербайджан (Bura Azərbaycandır) — Режиссёр — 2004
3. Удивительные люди извещающие о несчастных событиях — 2 (Bəd xəbər gətirən qəribə insanlar-2) Режиссёр (2005)
4. Первый есть первый (Birinci Birincidir)(ANS TV-nin 14 illiyinə həsr olunmuş 10 müxtəlif reklam rolikləri-2005)
5. Обманутая эвезда (Aldanmış Kəvakib) (N.Nərimanovun 120 illik yubileyinə həsr olunmuş S/F)
6. Изгнанные из рая (Cənnətdən Qovulmuşlar) (Dustaq qadınlar haqqında S/F)
7. Комар (Ditdili) (Uşaq və yeniyetmələr üçün satirik veriliş)
8. Rejissor. Ramiz Əsgərov haqqında... (film, 2004)
9. Чёрная полоса (Qara Zolaq — 20 İl sonra) (Çernobıl qəzasının 20 illiyinə S/F)
10. В тот день (O gün) (Heydər Əliyevin xatirəsinə həsr olunmuş S/F)
11. Война граждан (Vətəndaşların Müharibəsi) (II Dünya Müharibəsində qələbənin 60 illik yubileyinə həsr olunmuş S/F)
12. Вне гринвича (Qrinviç meridianından kənarda… короткометражный фильм — Актёр — (2007)
13. Чайка (Многосерийный художественный фильм-сериал по мотивам одноимённой пьесы А. П. Чехова — (2012)
14. Али и Нино (Многосерийный художественный фильм по одноименному роману Курбана Саида - (2016)
15. Ave Maria (Музыкальный фильм-клип - Исполнитель - Нигяр Назим) - (2016)
16. Социальный ролик против СПИДа https://www.youtube.com/watch?v=XgFKXRyZAZo&t=40s (2017)
17. Феномен Дамира Гаджиева (Документальный фильм о великом ученом-палеонтологе) (2018)
18. Ферглилер (Отличающиеся) - Документальный фильм - проект киностудии "Азербайджанфильм"
19. Артефакты Кавказа (Цикл документальных фильмов на телеканале СВС Азербайджан)
20. Офицеры будущего  - Документальный фильм - проект "Студии художественных и документальных фильмов" Азербайджанского Государственного ТВ
21. Последний столб - Документальный фильм - проект "Студии художественных и документальных фильмов" Азербайджанского Государственного ТВ
22. История одной встречи - Документальный фильм - проект "Студии художественных и документальных фильмов" Азербайджанского Государственного ТВ
23. Хотя бы на шаг... - Документальный фильм - проект "Студии художественных и документальных фильмов" Азербайджанского Государственного ТВ
24. День 13-й"... - Документальный фильм - проект "Студии художественных и документальных фильмов" Азербайджанского Государственного ТВ
25. Ночь казни... - Документальный фильм - проект "Студии художественных и документальных фильмов" Азербайджанского Государственного ТВ
26. Дети возвращаются... - Документальный фильм - проект "Студии художественных и документальных фильмов" Азербайджанского Государственного ТВ
27. С другой стороны тень... - Художественный фильм - проект "Студии художественных и документальных фильмов" Азербайджанского Государственного ТВ

## Награды и признание
- Диплом международного театрального фестиваля в Германии
- Лучший молодой режиссёр года (2003)
- Президентская стипендия (2007)
- Лучший спектакль 2009 года спектакль «Аршин мал Алан»
- Премия киноакадемии "Гызыл Пери" за 2018 год   социальный ролик против СПИДа  «Чужая жизнь»

### Playlist
YouTube (bütöv film, fraqment)
- https://www.youtube.com/watch?v=aU-vw_T8OZg&list=PLo-7yss6M6XNOZrMIkukAQ3sDFJpIKR5O&index=1
- https://www.youtube.com/watch?v=XgFKXRyZAZo&t=1s
- https://www.youtube.com/watch?v=Xaq75TyOzws&t=175s
- https://www.youtube.com/watch?v=QCbkrNtTtWY&t=203s
- https://www.youtube.com/watch?v=WOFLUuklcsg
- https://www.youtube.com/watch?v=pEUshH5_yhU&t=16s
- https://www.youtube.com/watch?v=PNoCV4J_7Y8&t=2327s
- https://www.youtube.com/watch?v=BhKOyZM87Aw&list=PLo-7yss6M6XNOZrMIkukAQ3sDFJpIKR5O&index=2
- NİGAR NAZİM, DUA - AVE MARİA, THE BEST CLİPS OF AZERBAİJAN
- Ali & Nino/Əli və Nino/Али и Нино - Azeri version - TV serial
- Bəd xəbər gətirən qəribə insanlar-2 (film, 2005)
- https://www.youtube.com/watch?v=N-LCGqYk3yQ
- https://www.youtube.com/watch?v=riNdWIXtQFk
- https://www.youtube.com/watch?v=P7qjZ5wycJg
- https://www.youtube.com/watch?v=6fSF747WmF0&t=319s
- https://www.youtube.com/watch?v=w7JwxX4CWV0&t=65s